# Udgama

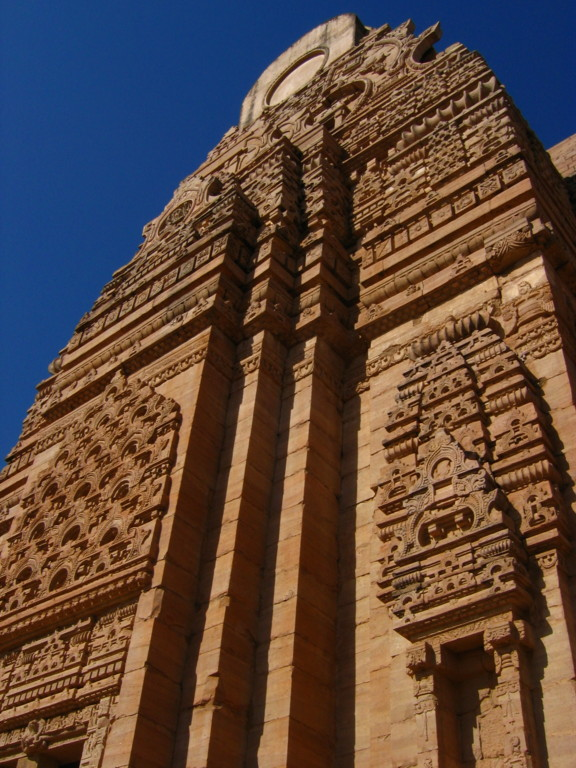
Udgama-Dekorpaneele am Teli-ka-Mandir in Gwalior; sie finden sich sowohl oberhalb von Wandnischen, wo sie das Motiv eines Shikhara-Turmes nachahmen, als auch im leicht gekrümmten Dachbereich. An mehreren Stellen der udgamas finden sich gerippte amalaka-Steine. Das Dekorpaneel oberhalb des Seitenportals ist deutlich flacher gehalten und ausschließlich mit neben- und übereinander angeordneten chandrasalas gestaltet.

Als Udgamas (Sanskrit: उद्गम = das „Aufsteigende“, das „Sprießende“) werden in der klassischen indischen Architektur vertikale Dekorfelder oberhalb von Wandnischen oder an Shikhara-Türmen bezeichnet.

## Geschichte
Bereits an indischen Höhlentempeln dienten – mit figürlichen Darstellungen versehene – Wand- oder Pfeilernischen als Dekorelement; diesen wurden jedoch nur in seltenen Fällen (z. B. Badami, Höhle II oder Ellora, Höhle XVII) dekorative Bekrönungen aufgesetzt. Für diese Aufsätze verwendete man häufig hufeisenförmige kudu- oder chandrasala-Motive, wie sie – in großdimensionierter Form – als Fenster oberhalb der Eingangsportale einiger buddhistischer Chaitya-Hallen (Karli, Ellora, Ajanta u. a.) in Erscheinung treten.
Die ersten freistehenden Tempelbauten Indiens (Gupta-Tempel) kannten weder eine Außenwandgliederung noch Nischen oder Turmaufbauten. Erst beim Dashavatara-Tempel in Deogarh (6. Jahrhundert) wurde dies anders, doch blieben die Wandnischen ohne Bekrönung. Dekorfelder oberhalb der Wandnischen finden sich jedoch regelmäßig bei den Pratihara-Tempeln – z. B. den 'Schluchttempeln' von Naresar (um 700–725), beim Ramesvara-Mahadeva-Tempel in Amrol (um 750), beim Teli-ka-Mandir in Gwalior (um 770) und beim Maladevi-Tempel in Gyaraspur (ca. 875). Auch an den Chandella-Tempeln von Khajuraho (Lakshmana-Tempel (um 950) und Kandariya-Mahadeva-Tempel (um 1025) u. a.) sind sie zu finden.

## Dekor
Das Dekor der Udgamas ist äußerst kleinteilig und besteht regelmäßig aus hufeisenförmig gebogenen chandrasalas, die – in potentiell unendlicher Manier – neben- und übereinander angeordnet sind und sich nach oben zu einer pyramidenförmigen Spitze verjüngen. Figürliche Motive finden sich in den manchmal winzigen Nischen nicht – dagegen werden abstrakt-vegetabilische Muster integriert; im Dachbereich werden regelmäßig horizontal liegende Steine (amalakas u. a.) in das udgama-Dekor eingefügt.
Das bildlose und potentiell unendliche Dekor der udgamas war eine der möglichen Anregungen für die nach den gleichen Prinzipien gestalteten jalis der Mogulzeit.